# 土肥貞次
土肥 貞次（どひ さだつぐ、文久元年5月17日（1861年6月24日） - 1947年4月7日）は、日本の牧師、福音派の指導者。旧幕時代正式には土肥持平貞次と云った。

## 生涯
- 1861（文久2年）6月24日（旧暦5月17日）に備前岡山藩士土肥典膳の次男として岡山旭川畔内山下で生まれた。幼名は兵次郎という。同家は明治に至り子爵を賜る。
- 1865（慶応元年）岡山藩士上坂多仲貞（1500石所領）の養子となったが、或る事情で離縁。しばらく妹の嫁ぎ先である児島郡大崎村の塩田業三宅の家に寄寓していたが、後に大阪で商売を始め、偶々泊まり合わせたメソヂスト教会信者菊地氏を通して、当時自由メソヂストの宣教師ウォータースを紹介され、兄修平から金谷碩太郎（御牧碩太郎）を紹介された。
- 1895年(明治28年)2月に信仰を得、河邊貞吉、秋山由五郎によって大阪伝法堀の川でバプテスマを受け上本町メソヂスト教会（南美以教会）員となった。後に東京に移り兄修平の許に移る。
- 1901年(明治34年)、休養のため大島に移り、日本同盟基督協会(現、日本同盟基督教団)と出会う。
- 1903年(明治36年)4月30日に日本同盟基督協会転会し、宣教師に求められて伝道者となる。フレデリック・フランソンから按手を受け、大島、熱海、飛騨船津で伝道に従事した。年会創立前の同盟協会の中心的人物であった。熱海同盟基督協会在任中に自殺の名所である錦浦の岸壁に「一寸待て、考え直せ、凡て労する者、重荷負う者、われに来たれ、われ汝等を休ません」と蛍光塗料で書き自殺防止に努めた。
- 戦時中は飛騨に疎開した。戦後は疎開から戻り娘婿白川藤太郎の牧する日本基督教団波浮教会に居住した。
- 1947年(昭和22年)復活祭の礼拝を正座して守り、間もなく4月7日に死去した。書を能くし、号を「旭州」といった。

## 家族
- 土肥典膳(父) - 池田32万石の番頭筆頭として4,200石を領していた。
- お文(生母)--備中足守の藩主木下淡路守の息女。
- 土肥脩平(兄) - 聖公会の宣教師B・F・バックストンの弟子になり、バックストンが創設した日本伝道隊の伝道者となった。